# تحذير السفر
تحذير السفر أو تحذيرات السفر هو بيان تحذير رسمي يصدر عن وكالة حكومية بغرض توفير معلومات حول السلامة النسبية للمسافرين إلى وجتهم أو الدولة أو المنطقة التي يريدون السفر إليها. الهدف من هذه التحذيرات هو تمكين المسافرين من اتخاذ قرار واضح بشأن وجهة سفر معينة، ومساعدتهم على الاستعداد بما فيه الكفاية إذا كان هناك أمر خطير. في الولايات المتحدة، تصدر وزارة الخارجية الأمريكية تحذيرات السفر وغالبا ما تسمى رسائل المأمور.
يمكن أن تتعلق نصائح السفر بمسائل أخرى مثل أن يكون الطقس عاصف أو الأمور الأمنية أو الاضطرابات المدنية أو الأمراض.

## قائمة الدول التي تصدر تحذيرات السفر
- أستراليا[5]
- النمسا[6]
- بلجيكا[7]
- بلغاريا[8]
- كندا[9][10]
- كرواتيا[11]
- قبرص[12]
- جمهورية التشيك[13]
- الدنمارك[14]
- إستونيا[15]
- فنلندا[16]
- فرنسا[17]
- ألمانيا[18]
- هونغ كونغ[19]
- هنغاريا[20]
- جمهورية أيرلندا[21]
- إسرائيل[22]
- إيطاليا[23]
- اليابان[24]
- لاتفيا[25]
- ليتوانيا[26]
- لوكسمبورغ[27]
- مالطا[28]
- هولندا[29]
- نيوزيلندا[30]
- النرويج[31]
- بولندا[32]
- رومانيا[33]
- سنغافورة[34]
- سلوفاكيا[35]
- كوريا الجنوبية[36]
- إسبانيا[37]
- السويد[38][39]
- سويسرا[40]
- تايوان[41]
- تركيا[42]
- المملكة المتحدة[43]
- الولايات المتحدة[2]